# Золотой молоток
Золото́й молото́к (англ. Golden hammer) — антипаттерн проектирования, заключающийся в использовании одного и того же решения везде, в том числе путём искусственной подгонки условий, требований, ограничений задачи под данное решение.
Также известен под названиями: закон инструмента (англ. The law of the instrument), молоток Маслоу (англ. Maslow's hammer), «молоточек» (англ. gavel). Может появляться как на управленческом уровне, так и на уровне разработчиков, суть от этого не меняется.

## Суть антипаттерна
Золотой молоток — уверенность в полной универсальности какого-либо решения и применение этого решения (например, одного из паттернов проектирования в программировании) к любым задачам. Склонность к использованию «золотого молотка» не зависит от опыта специалиста.
Факторы, способствующие появлению «золотого молотка»:
- группа разработчиков стремится использовать знакомую технологию;
- группа разработчиков не знакома с другими технологиями разработки;
- переход на другую технологию сопряжён с определённым риском;
- знакомая технология упрощает планирование и оценку разработки;
- политические причины, в частности, большие инвестиции, уже направленные на раскрутку продукта или технологии[3];
- уверенность в характеристиках собственного продукта, которые не доступны у других продуктов отрасли[3].

Следствиями являются:
- неоптимальное решение (даже если снаружи оно выглядит «красиво»);
- ненужное усложнение или недопустимое упрощение системы.

Признаки и последствия появления золотого молотка:
- идентичные инструменты и технологии используются для огромного количества концептуально разнообразных продуктов;
- решения имеют низкую производительность, масштабируемость и т. д. в сравнении с другими решениями в отрасли;
- архитектура системы лучше всего описана определённым продуктом, пакетом приложений или комплектом инструментальных средств поставщика;
- разработчики, обсуждая требования с аналитиками и конечными пользователями, защищают требования, которые можно приспособить с помощью определённых инструментов или увести их от областей, где они не применимы;
- разработчики становятся изолированными от отрасли. Они демонстрируют отсутствие знаний и опыта работы с альтернативными подходами;
- существующие продукты диктуют дизайн и архитектуру системы;
- все новые разработки основываются в большой степени на определённом продукте или технологии поставщика.

Пример: некоторые веб-компании продолжают использовать и поддерживать самостоятельно разработанные системы кэширования, несмотря на наличие альтернативных решений с открытым кодом.

## Способы борьбы с золотым молотком
Способы предотвращения:
- Анализ наличия альтернативных решений, поиск и сравнение других способов решения поставленной задачи. Например разработчики программного обеспечения должны следить за современными технологическими тенденциями. Это касается как и непосредственно разработчиков ПО, так и управляющего менеджмента. Хорошим способом поддержания обмена знаниями о технических новинках, является практика организации дискуссионных совещаний, на которых будут обсуждаться новые технологии (шаблоны, появляющиеся стандарты, новые продукты)[3].
- Прототипирование, сравнение различных способов решения поставленной задачи, путём создания прототипов.

Способы идентификации — отсутствие у менеджера сборника решений для различных задач и появление трудностей при возникновении новых проблемных ситуаций, говорит о появлении «золотого молотка» на управленческом уровне. Для выявления молотка на уровне разработчиков следует использовать просмотр кода (англ. Code review) — мониторинг кода в ходе выполнения поставленной задачи и выявление неоптимальных либо часто повторяющихся решений, анализ и сравнение их альтернатив.
Способы устранения — рефакторинг, позволит оптимизировать код, выбором более подходящих решений и исправлением уже имеющихся.

## История термина
Первое упоминание датировано 1964 годом и принадлежит Абрахаму Каплану:

Я называю это «закон инструмента» (The law of the instrument): Дайте маленькому мальчику молоток, и он обнаружит, что по всем окружающим предметам просто необходимо стукнуть.
Оригинальный текст (англ.)I call it the law of the instrument, and it may be formulated as follows: Give a small boy a hammer, and he will find that everything he encounters needs pounding.
— А́брахам Капла́н
Сходная концепция получила название «Молоток Маслоу» по имени Абрахама Харольда Маслоу, который в 1966 году написал:

Я думаю, что если твоим единственным инструментом является молоток, то на что угодно хочется смотреть как на гвоздь.
Оригинальный текст (англ.)I suppose it is tempting, if the only tool you have is a hammer, to treat everything as if it were a nail.

Английское выражение «a Birmingham screwdriver» («Бирмингемская отвёртка») ссылается на привычку использовать один инструмент для всех целей, и предшествует Каплану и Маслоу. Концепцию также приписывают Марку Твену, хотя нет никаких подтверждений в опубликованных работах Твена.

## Связь с другими паттернами и антипаттернами
- Серебряная пуля (англ. silver bullet) — гипотетический универсальный метод в технологии или управленческой технике, увеличивающий на порядок производительность, надёжность и простоту программного проекта[10]. Фредерик Брукс показал, что серебряной пули не существует: никакое технологическое или организационное новшество в принципе не способно радикально снизить имманентную сложность проекта (то есть сложность, обусловленную сложностью самой задачи и другими неустранимыми факторами). «Серебряная пуля» и «золотой молоток» причиняют вред по-разному: если «молоток» приводит к отрицательным последствиям непосредственно, в силу вытеснения им более удачных решений, то «пуля» обычно наносит не прямой, а косвенный вред тем, что на её поиски и попытки применения в итоге затрачивается больше ресурсов, чем она даёт возможность сэкономить.
- Зависимость от поставщика (англ. vendor lock−in). Разработчики активно получают поддержку поставщика в применении «золотого молотка». Весь проект полагается на подход единственного поставщика инструментов/технологий в разработке и реализации продукта[11].